# Ilindenski ustanak
Ilindenski ustanak je najveći i najznačajniji događaj u novijoj povijesti današnje Sjeverne Makedonije. Vođen je protiv Otomanskog carstva za oslobođenje Makedonije i Odrinske Trakije od osmanske vladavine. Ustanak je počeo u bitolskom vilajetu 2. kolovoza 1903. na pravoslavni vjerski praznik Sv. Ilije (Ilinden). U Odrinskoj Trakiji je ustanak počeo na Dan preobraženja stoga se, također, ustanak naziva Ilindensko-preobraženski. Organizirala ga je Tajna makedonsko-odrinska revolucionarna organizacija (kasniji naziv VMRO).

## Uzroci ustanka
Na početku XX st. Otomansko carstvo se urušavalo, a zemlje koje je držalo u istočnoj Europi preko 500 godina postajale su nezavisne. Makedonija, Tračka, Kosovo i Sandžak bile su jedine koje su ostale unutar vladavine Otomanskog carstva. Unutar Makedonije i Tračke rasla je želja za oslobođenjem, a bila je podržavana i od strane netom oslobođenih susjednih zemalja. Tako je došlo i do nedovoljno pripremljenog ustanka kojem se Goce Delčev (najznačajniji makedonski i trački lider) protivio. Ustanici su se zapravo (neopravdano) nadali da će njihov čin izazvati veliku pozornost europskih velesila i da će uslijediti njihova vojna i politička intervencija. Ona nije uslijedila i ustanak je vrlo brzo ugušen. 

## Tijek ustanka
Najveći zamah ustanak je imao u bitolskom kraju, ali je zahvatio i velik dio današnje Sjeverne Makedonije kao i dijelove Egejske Makedonije i Trakije. Ustanici su presjekli telegrafske i telefonske žice, napadali begovske kule i posjede, lokalne vojne postaje i porušili mostove. U prespanskom kraju napadnut je nahijski centar Nakolec, u demirhisarskom kraju napadnuta je vojna postaja u selu Pribilci. U ohridskom kraju napadani su Malеsija, Gorna Debarca, Dolna Debarca i Ortakol. U prilepskom kraju najveća akcija je bila napad na selo Čanište.U Egejskoj Makedoniji u kosturskom kraju ustanici su napali vojnu postaju u selu Višeni i gradove Klisuru i Nevesku. U lerinskom kraju bili su napadnuti Staro Neredsko i Nidžensko područje. 
Kruševo je bilo oslobođeno napadom na tursku vojarnu, poštu, zgradu općine i druge objekte. Po oslobođenju grada, u njemu je uspostavljena skupština od 60 članova - 20 osoba iz svake etno-vjerske zajednice u Krushevo (bugarska, vlaška i grčka (grkomanska)). Proglašena je Kruševska Republika, prva republika na Balkanu u to vrijeme. Nikola Karev (1877. – 1905.) je izabran za njenog predsjednika. Osnovana je skupština koja je trebala izabrati vladu republike. Članovi Vlade bili su bugarske, vlaške i albanske nacionalnosti - Dinu Vangeli, Georgi Čače, Teohar Neškov, Hristo Ćurkčiev, Dimitar Sekulov i Nikola Balju. Vlada je izdala dokument pod imenom - Kruševski manifest, koji je određivao ciljeve ustanka i organiziranje buduće makedonske države, nakon ustanka.[nedostaje izvor]
U Odrinskoj Trakiji ustanci postigli su određne uspehe - oslobođeni su Vasiliko (danas Carevo), Ahtopol i druga mjesta. Ubrzo su turske vojske ugasili ustanak i na ovom području.

## Gušenje ustanka
Turske vlasti su ubrzo sprovele veliku kontraofenzivu, krenuvši na okolna uporišta; Smilevo, a zatim i na Demir Hisar. 10. kolovoza 20 000 turskih vojnika pod komandom Bahtijar-paše opkolilo je Kruševo. Kruševski revolucionari, kojih je ukupno bilo 1 200, zauzeli su obrambene položaje. Bahtijar-paša je 12. kolovoza pozvao ustanike da se predaju, ali oni su to odbili. Nakon velike artiljerijske paljbe (bombardiranja grada) turski vojnici su sa svih strana ušli u Kruševo. Četa vojvode Pitu Gulija je poginula, hrabro braneći grad do posljednjeg čovjeka na položaju Mečkin kamen (time je Pitu Guli ušao u legendu).
Vrhovni stožer, na čelu s Nikolom Karevim, probio se niz kordon turskih vojnika. Na taj način prestao je svaki oružani otpor u gradu. Kruševska republika trajala je samo deset dana. Turci su zatim vršili odmazdu nad stanovništvom Kruševa. Sljedeća tri mjeseca još su tražili i ubijali ustanike po Makedoniji. Posljedice ustanka bile su tragične; spaljeno je 12 111 kuća, 70 000 ljudi je ostalo bez doma, a iz Makedonije i Tračke je izbjeglo 30 000 ljudi u Bugarsku, bilo je ubijeno 8 816 ljudi, žena i djece.

## Posljedice ustanka
Neuspjeh Ilindenskog ustanka izmijenio je političku situaciju u Makedoniji i Trakiji. Zbog ustanka su u Makedoniju i Trakiju dovedene učinkovitije turske jedinice. Susjedne, netom oslobođene zemlje, Srbija i Grčka, pojačale su svoju propagandnu i vojnu aktivnost na tlu Makedonije ubacivanjem paravojnih formacija sa svojeg ozemlja. Na taj način željeli su sebi priključiti teritorij Makedonije. U VMRO je došlo do raskola i pojavile su se dvije političke struje. Dio makedonskih revolucionara, koji su preživjeli turske pogrome, koncentrirali su se više na politički rad negoli na vojni aspekt oslobođenja od turske vladavine. VMRO je oslabio i nije se uspio pretvoriti u samostalnu vojnu makedonsko-odrinsku organizaciju koja bi se zalagala za nezavisnost Makedonije i Odrinske Trakije.